# Strioderes peruanus
Strioderes peruanus är en skalbaggsart som beskrevs av Giorgi 2001. Strioderes peruanus ingår i släktet Strioderes och familjen långhorningar. Inga underarter finns listade i Catalogue of Life.